# ファイナル・デス・ゲーム
『ファイナル・デス・ゲーム』(Open Graves)は2009年製作のスペイン・アメリカ合作のホラー映画｡

## キャスト
| 役名       | 俳優                       | 日本語吹替 |
| ---------- | -------------------------- | ---------- |
| ジェイソン | マイク・ヴォーゲル         | 坂詰貴之   |
| エリカ     | エリザ・ドゥシュク         | 甲斐田裕子 |
| トマス     | イーサン・レインズ         | 勝杏里     |
| エレーナ   | ナイケ・リベリ             | 弓場沙織   |
| リサ       | リンゼイ・カーライン・ロバ | 斎藤楓子   |
| イザール   | ゲイリー・ピケール         | 滝知史     |
| マレク     | アレックス・オドヘリティ   | 鈴森勘司   |
| パブロ     | ボリス・マルティネス       | 田丸裕臣   |
| ミゲル     | アンデラ・パルド           | 桜木信介   |

## 備考
- 撮影は2006年の10月から11月にかけてスペインで行われた｡
- 本作は2009年の9月7日に､ホラー映画での俳優･監督として活躍したポール・ナッシーが創設した､スペインで毎年9月3日～8日にかけて開催されるEstepona国際ファンタスティック&ホラー映画祭で初上映｡その後､イギリス･ドイツを始めとした6ヶ国では劇場公開はされずDVD化に止まるが(アメリカではTV放映後にDVD発売)､日本のみ2009年11月7日から全国順次で劇場公開された｡(日本でのDVD化は2010年､5月28日)なぜか製作国であるスペインのみDVDがリリースされていない｡
- 日本では5種類のチラシに書かれた暗号をオフィシャルサイトの特設ページで入力することで､スペシャル映像として映画本編の1シーンが見られるキャンペーンが行われた｡(現在はオフィシャルサイトは閉鎖されている)ちなみにこの暗号は劇場パンフレットにも書かれている｡